# Sébastien Érard
Sébastien Érard (korábbi nevén Sébastien Erhard, Strasbourg, 1752. április 5. – Château de la Muette, Passy, 1831. augusztus 5.) német származású francia hangszerész, a modern zongora és hárfa kifejlesztője, az Érard hangszerkészítő cég megalapítója.

## Élete
Strasbourgban született, apja kárpitos mester volt. A családi műhelyben gyermekkorától besegített, és a geometria, a műszaki rajz és a kézművesség területén már ekkor nagy tehetséget mutatott. 1769-ben apja meghalt és ekkor Párizsba költözött, ahol egy csembalókészítő műhelyében talált munkát. 1781-ben testvérével, Jean-Baptiste-tal saját műhelyt alapított, bár a féltékeny párizsi hangszerkészítők XVI. Lajos királyhoz fordulva megpróbálták megakadályozni ebben. Első zongoráját 1777-ben, első zongora alakú csembalóját 1790-ben készítette el. Cége zeneműkiadással is foglalkozott. 1792-ben elmenekült a francia forradalom elől. Attól félt, hogy a Mária Antóniával való jó kapcsolata miatt támadás éri. Testvére Párizsban maradt, ő az új műhelyt Londonban a Great Marlborough Street 18. szám alatt rendezte be. 1796-ban visszatért Párizsba és a Rue de Flandres 112-ben új céget alapított. Ettől fogva sokat utazott a két város között, idejének java részét azonban Londonban a dupla pedálhárfa kifejlesztésével töltötte.
Magával a pedálmechanizmussal 1801. június 18-án készült el, azonban a hangszer még nem volt piacképes, mert további találmányokra is szüksége volt. Az első működőképes, forgalmazásra is alkalmas dupla-pedál rendszerű hárfáját 1810-ben Londonban készítette el. 1813-ban Párizsban csődhullám következett be, cége csak a londoni vállalat segítségével tudta a bukást elkerülni. Az új hárfát a Francia Akadémia tagjainak 1815-ben mutatta be, akik elfogadták. A találmány által rendkívüli hírnévre tett szert, és a piacot innentől kezdve az ő hárfái uralták. Élete utolsó évtizedében főleg a zongora továbbfejlesztésével foglalkozott. A hangszer sikerének köszönhetően 1824-ben minden párizsi adósságát visszafizette.
La Muette bei Passy-ban, 1831. augusztus 5-én hunyt el.

## Munkássága
Érard 1794 és 1814 között Angliában hat hárfával és zongorával kapcsolatos szabadalmat jegyeztetett be. A mai pedálos (koncert-) hárfák kialakulásához két fontos találmánnyal járult hozzá. Az egyik a dupla pedálmechanizmus, a másik a hangolást végző, tárcsákra szerelt villák továbbfejlesztése volt. Érard ezekkel Jakob Hochbucker (kb. 1673-1763) és Georges Cousineau (1733-1800) munkáit fejlesztette tovább. További fontos találmánya volt, hogy a hárfa nyakát fémmel erősítette meg. Ezzel a szerkezet teherbírását megnövelte, és a hangszer hangterjedelmét hat és fél oktávra növelni tudta. Érard-hárfát használt Elias Parish Alvars (1808-1849) és Nicolas-Charles Bochsa (1789-1856) is.
A zongorával kapcsolatos legfontosabb találmánya a double échappement-nek nevezett rendszer volt. Ez lehetővé tette, hogy a játékos egymás után nagyon gyorsan meg tudjon szólaltatni egy hangot, és ezzel út nyílt az igazán virtuóz zongoristák előtt. Érard-zongorán játszott Beethoven, Chopin, Haydn, Liszt, Mendelssohn és Verdi. Érard és Liszt kapcsolata rendkívüli volt. 1824-1825-ben támogatta a fiatal Lisztet, aki londoni koncertjein Érard-zongorákkal szerepelt, és aki elsőként írt nagyzenekari művet hárfára.

## Emlékezete
Jean-Baptiste fia, Pierre Érard (1796-1855) 1814-ben állt munkába a londoni üzletben. Érard halála után ő vette át a cég irányítását, és nagybátyjához hasonlóan sikeres üzletemberré vált. Alapelve volt, hogy a hangszereit tehetős, előkelő emberek vegyék, akik jó árat fizetnek. A cég a 19. század végére a legnevesebb hangszerkészítő műhelyek közé emelkedett. Különféle egyesülések, felvásárlások és névváltozások miatt a cég a 20. század elején vesztett a jelentőségéből, ám még ma is számos régi Érard-márkájú hárfa és zongora van forgalomban használt hangszerként.
Az MTA Zenetörténeti Múzeumban őriznek egy 176 cm magas, 46 húros, hét pedállal felszerelt, gótikus stílusú restaurált hárfát. A rajta található mesterjegy („Sebastien and Pierre Erard’s Patent No. 5962 / 18, Great Marlborough Street London”) alapján feltételezik, hogy az 1850-es évek második felében készülhetett. A Múzeum Komor Ágnestől, az Operaház hárfásától vásárolta 1981-ben, aki a Reményi-féle Király utcai hangszerkereskedésben vásárolta az 1950-es években. Ezt megelőzően Reményi Zsuzsanna hárfaművész lehetett a birtokosa, korábbi tulajdonosokról nincs adat.
1864-ben utcát neveztek el róla Párizs 12. kerületében.
A HarpPost blog számos cikkben foglalkozott az életével, hangszereivel és Liszt Ferenccel való kapcsolatával.